# Myrcia leucadendron
Myrcia leucadendron är en myrtenväxtart som beskrevs av Dc.. Myrcia leucadendron ingår i släktet Myrcia och familjen myrtenväxter. Inga underarter finns listade i Catalogue of Life.